# Ruteni
Rutenii sau rusinii sunt locuitorii unei zone din inima Europei Central Răsăritene, la nord și la sud de Munții Carpați. Teritoriul de baștină, cunoscut și sub denumirea de Rusia Subcarpatică, se întinde în părtile limitrofe ale Ucrainei, Slovaciei și Poloniei. Denumirile sub care mai sunt cunoscuți sunt multiple: ruși carpatini, rusini, rusini carpatini, rusini ucraineni, ruteni, ruteni transcarpatini. 
Originea rutenilor este și astăzi neelucidată. Este evident că rutenii fac parte din ramura slavilor, desprinsă din marele trunchi indo-european. Există o teorie care susține că rutenii sunt urmași ai unor populații celtice slavizate. Astfel În Evul Mediu, ei ar fi fost slavizați păstrându-și denumirea etnică de ruteni, la care se adaugă și cea de rusini. Explicația este prezentată de Paul Robert Magocsi în Encyclopedia of Rusyn History and Culture, care arată că primul termen, rutean, este folosit de popoarele neslave, iar cel de rusin este folosit de slavi, definind o populație distinctă slavă locuind în Regiunea transcarpatică. 
Sunt pomeniți de Caesar în Comentario de bello Gallico, ca trib celtic așezat în Gallia Narbonensis. Afirmația sa este confirmată în antichitate de Pliniu cel Bătrân.
Mărturii scrise din Evul Mediu timpuriu continuă să îi ateste distinct și exact. Gesta Hungarorum sau Cronica Notarului Anonim, Almanahul Hildersheim, Ystoria Mongalorum pomenesc exact rutenii și țara lor Rutenia, chiar dacă aceasta nu este delimitată exact. Un moment semnificativ pentru istoria Europei Central Răsăritene este așezarea ungurilor în Bazinul Carpatic. Din acest timp există relatări scrise despre ruteni de către Anonymus, cronicarul medieval timpuriu al regelui Béla al IV-lea. El îi consideră ruteni pe toți slavii întâlniți la trecerea Carpaților mai puțin pe cei găsiți în Câmpia Panonică. 
În secolul al XII-lea existau anumite formațiuni prestatale ale rutenilor, aflate în relații tensionate cu regii maghiari. Pe parcursul a două secole, Regatul Ungar reușește să-și impună suveranitatea asupra Ruteniei. În secolele al XV-lea și al XVI-lea, rutenii sunt răspândiți pe un areal impresionant. Rutenii apar pomeniți și în timpul domniei lui Petru Rareș (1527-1538). 
Un moment important în istoria rutenilor l-a reprezentat Unirea de la Ujgorod din anul 1646, prin care 63 de preoți de rit bizantin au ieșit de sub jurisdicția Patriarhiei Moscovei și au acceptat întâietatea Bisericii Romei,  înființând astfel Biserica Greco-Catolică Ruteană. În următorul secol această biserică, cu nucleul în Eparhia de Muncaci, avea să înglobeze aproape toată populația din zonă și să devină un semn distinctiv și de rezistență împotriva hegemoniei rusești din secolele XVIII-XIX. 
Prin Pacea de la Karlowitz (1699) Imperiul Habsburgic devine o mare putere, reușind să ocupe integral Regatul Ungar, inclusiv Croația și Transilvania, iar peste câtva timp să anexeze și nord-vestul Moldovei (1775). O importantă parte a rutenilor este integrată în imperiu prin Diploma Leopoldină, prima diplomă de acest gen, și care face referire la românii, grecii și rutenii din teritoriile anexate: Ungaria, Croația, Slavonia și Transilvania. 
Revoluția de la 1848 a determinat o zguduire al Imperiului Habsburgic. Conducătorul rutenilor, Aleksander Dukhnovici, prezintă Vienei un plan pe baza căruia trebuia să se constituie o provincie autonomă (Rutenia), însă înăbușirea revoluției zădărnicește acest plan. 
În anul 1918 s-au constituit Consilii Naționale Rutene la Ungvar, Presov și Sighetu Marmației. Rutenii au rămas răspândiți in spațiile Europei Central Răsăritene, fără a reuși să-și constituie un stat național. Doar în Cehoslovacia, între anii 1919-1938, a funcționat o regiune autonomă a rutenilor, numită Rusia Carpatică și care corespunde aproximativ cu actuala regiune Transcarpatia. 

## Rutenii din România
Uniunea Culturală a Rutenilor din România a luat ființă în anul 2000, ca o necesitate imediată de organizare a minorității rutene/rusine. Președintele acesteia este deputatul Iulius Marian Firczak.
Recensământul populației din anul 2002 a relevat că în România trăiesc 61.353 de ucrainieni (o parte din aceștia considerându-se  ruteni), reprezentând 0,3% din populația țării.